# Marelen Castillo
Pour les articles homonymes, voir Castillo.
Marelen Castillo Torres, née le 30 août 1968 à Cali (Valle del Cauca), est une enseignante en biologie et chimie, ingénieure industrielle, chercheuse et femme politique colombienne.
Titulaire d'un doctorat en éducation de l'université Nova Southeastern, elle a une vaste expérience dans l'enseignement et la gestion universitaire, notamment dans l'enseignement à distance,.
Elle est candidate à la vice-présidence de la Colombie lors de l'élection présidentielle de 2022, secondant Rodolfo Hernández,. Leur ticket est battu. Elle devient ensuite députée à la Chambre des représentants.

## Biographie

### Famille
Marelen Castillo est l'aînée de cinq sœurs. Née dans le quartier La Base de Comuna 8 à Cali, elle est la fille d'une couturière afro-colombienne de Buenaventura et d'un fonctionnaire de la Corporation autonome régionale de Valle del Cauca, mariés en 1967. Élevée dans la foi catholique, elle est pratiquante, membre du Centre de formation pour la nouvelle évangélisation et la catéchèse (CEFNEC). Marelen Castillo épouse l'enseignant Wilson Sánchez en 1994. Leur fils Wilson Andrés, né en 1998, est ingénieur spécialisé en mécanique. Leur fille María Camila, née en 2000, étudie les sciences du sport,.

### Études
Marelen Castillo étudie à l'école Nuestra Señora del Pilar puis, après une formation de 1987 à 1992, obtient un diplôme en biologie et chimie à l'université de Santiago de Cali. De 1995 à 2000, elle étudie l'ingénierie industrielle à l'université autonome de l'Ouest, obtenant son diplôme d'ingénieure en 2001. De 2005 à 2007, elle suit une maîtrise en administration et gestion des affaires à l'Instituto Tecnológico y de Estudios Superiores de Monterrey. De 2013 à 2016, elle prépare un doctorat en éducation, spécialisé en leadership organisationnel - éducation et gestion administrative à la Nova Southeastern University en Floride, aux États-Unis, obtenant son diplôme en 2017,.

### Carrière professionnelle
En 1990, elle commence son travail d'enseignante où elle avait étudié, au Colegio Nuestra Señora del Pilar ; elle y est professeur de biologie durant 11 ans. Elle est également professeur de chimie au Colegio Mayor Santiago de Cali, une institution de l'archidiocèse de Cali.
De 2001 à 2006, elle travaille à la Fondation universitaire catholique Lumen Gentium en tant qu'enseignante, doyenne, vice-chancelière et rectrice par intérim. Elle est aussi employée à l'université numérique IU d'Antioquia, comme assistante académique et consultante en éducation. En 2007, elle déménage à Bogota, et de 2009 à 2021, elle travaille à la Minuto de Dios University Corporation comme chercheuse, directrice des initiatives stratégiques, vice-chancelière académique et en 2011, elle est devient rectrice de l'enseignement à distance. Elle est professeur doctorale à l'université Nova Southeastern.

### Candidature à la vice-présidence
En mars 2022, alors qu'elle est vice-chancelière académique d'Uniminuto, elle accepte de devenir la candidate à la vice-présidence de Rodolfo Hernández, en remplacement de Paola Ochoa, qui a renoncé. Marelen Castillo n'avait jamais fait de politique jusque là. Trois mois avant l'élection présidentielle, « Rodolfo cherchait un vice-président », raconte-t-elle. « Aucun des hommes d'affaires qu'il a contactés n'a accepté sa proposition. Un journaliste l'a rejetée. Alors Rodolfo a demandé des CV à son personnel, et j'ai envoyé le mien sur les conseils d'un ami ».
Leur ticket est battu par Gustavo Petro et Francia Márquez. Après le scrutin, Marelen Castillo annonce qu'elle accepte le poste de député à la Chambre des représentants réservé au candidat battu à la vice-présidence.

## Publications
Marelen Castillo est l'auteure et la co-auteure de plusieurs articles et textes liés à l'éducation virtuelle et à distance, ainsi qu'aux environnements d'apprentissage, tels que : 
- Auteure : Quality guidelines for verifying the quality conditions of virtual and distance programs
- Co-auteure : Guidelines for application, granting and renewal of qualified registration